# يانغ دونغ جيون
يانغ دونغ جيون مواليد 14 سبتمبر 1981، هو لاعب كرة سلة كوري جنوبي يلعب مع فريق أولسان موبيس فوبوس في الدوري الكوري لكرة السلة ويحمل الرقم 6. يبلغ طوله 5 قدم 11 بوصة (1.8 م).

## فرق لعب لها
- أولسان موبيس فوبوس

## الميداليات
| الميدالية | المسابقة                       |
| --------- | ------------------------------ |
| برونزية   | بطولة أمم آسيا لكرة السلة 2007 |
| برونزية   | بطولة أمم آسيا لكرة السلة 2011 |
| برونزية   | بطولة أمم آسيا لكرة السلة 2013 |

## روابط خارجية
- يانغ دونغ جيون على موقع الاتحاد الدولي لكرة السلة (الإنجليزية)
- يانغ دونغ جيون على موقع كرة السلة الأوروبية.كوم (الإنجليزية)
- يانغ دونغ جيون على موقع ريلجم (الإنجليزية)
- يانغ دونغ جيون على موقع سبورتس رفرنس (الإنجليزية)